# Zemský komtur

Znak Řádu německých rytířů

Zemský komtur (německy Landkomtur) byla nejvyšší hodnost uvnitř balivátu Řádu německých rytířů.
V jednotlivých balivátech bylo sdruženo vždy několik komend. Některé z balivátů německých rytířů ve Svaté říši římské se řadily mezi říšské stavy, byly vedeny v říšské matrice s hodností preláta. Po přeměně řádu v duchovní organizaci přešly řádové baliváty do provincií / převorství (prioráty) dnešního klerikálního Řádu německých rytířů, jejichž provinciál má hodnost převora (Prior).
V kompetenci zemského kontura bylo vedení řádu a k dispozici měl poradce (Ratsgebietiger). Tím byl jeden z bratří rytířského řádu, jenž byl zvolen ze středu řádu konkrétního balivátu. Poradce měl spolurozhodovací právo v řádových záležitostech, týkajících se přemisťování a přidělování komend.